# Delfín Vidalón
Delfín Vidalón fue un político peruano.
Fue elegido diputado por la provincia de Angaraes en el departamento de Huancavelica en 1886 como diputado suplente y reelegido por la misma provincia en 1889 y 1892 como diputado propietario o titular. En 1905 regresaría al parlamento al ser elegido como senador por el departamento de Huancavelica. Ocuparía este cargo hasta 1910 durante la República Aristócratica en los gobiernos de José Pardo y Barreda y el primero de Augusto B. Leguía.
Mientras ostentaba el cargo de senador, fue nombrado por el presidente José Pardo como Ministro de Fomento y Obras Públicas del Perú ocupando ese cargo por poco más de 2 años desde el 31 de julio de 1906 hasta el 24 de septiembre de 1908. Durante su gestión se impulsó la expedición de la Ley N° 667 que crea el Ferrocarril Huancayo-Huancavelica. De la misma manera, también impulsó su construcción en los años posteriores tanto desde su posición de senador como luego de ella cuando ocupó el cargo de Prefecto de Huancavelica.